# Ketosen

Vergleich einer Ketose (links, Beispiel D-Fructose) mit einer Aldose (rechts, Beispiel D-Glucose). Bei Ketosen ist das Kohlenstoffatom Bestandteil der Carbonylfunktion einer Ketogruppe in Position 2, siehe links.

Ketosen (Polyhydroxyketone), abgeleitet vom Wort Keton, sind Kohlenhydrate aus der Gruppe der Monosaccharide. Sie enthalten eine namensgebende Ketogruppe und unterscheiden sich damit von den Aldosen, die eine Aldehydgruppe tragen (siehe Abbildung). Ein wichtiger Vertreter der Ketosen ist die D-Fructose.
Durch den Vorsatz „Keto-“ wird die Zugehörigkeit zu den Ketosen kenntlich gemacht: Man spricht beispielsweise von Ketohexosen oder Ketopentosen.
Ketosen können durch die Lobry-de-Bruyn-Alberda-van-Ekenstein-Umlagerung zu Aldosen isomerisiert werden.

„Stammbaum“ der D-Ketosen. Durch Anhängen von (HC–OH)-Gruppen verlängert sich das Grundgerüst, so dass weitere Zucker abgeleitet werden können (von Triosen mit drei Kohlenstoffatomen bis Hexosen mit sechs Kohlenstoffatomen. Diese formale Ableitung der Pentosen und Hexosen von der jeweils um eine COH2-Gruppe kürzeren führt zu einem zusätzlichen Asymmetriezentrum.).
(1) Dihydroxyaceton;
(2) D-Erythrulose;
(3a) D-Ribulose; (3b) D-Xylulose;
(4a) D-Psicose; (4b) D-Fructose; (4c) D-Sorbose; (4d) D-Tagatose